# 7 février 1962
Le mercredi 7 février 1962 est le 38e jour de l'année 1962.

## Naissances
- Alexandre Havard, écrivain et avocat français
- Beatrice Boepple, actrice américaine
- David Bryan, musicien américain
- Deborah Bonham, chanteuse britannique
- Eddie Izzard, humoriste et acteur britannique
- Garth Brooks, auteur-compositeur-interprète américain de musique country
- Jürgen Schreiber, homme d'affaires allemand
- Marc Rioufol (mort le 13 juillet 2011), acteur français
- Milton McCrory, boxeur américain
- Nicolò Napoli, footballeur italien
- Paolo Trapanese, joueur de water-polo italien
- Romuald Hazoumè, artiste béninois
- Salvatore Antibo, athlète italien
- Zé Carlos (mort le 24 juillet 2009), joueur de football brésilien

## Décès
- Arthur Carr (né le 21 mai 1893), joueur de cricket britannique
- Filippo De Nobili (né le 23 septembre 1875), écrivain italien
- Nikolaï Plavilchtchikov (né le 29 mai 1892), zoologiste soviétique
- Pedro Romero Bassart (né le 19 janvier 1881), militaire espagnol
- Yves Le Goüais (né le 31 juillet 1902), ingénieur agronome et agriculteur français

## Événements
- Début de Copa Libertadores 1962
- Un coup de grisou coûte la vie à 298 mineurs dans un charbonnage à Luisenthal près de Sarrebruck[1].
- Cuba : embargo des États-Unis contre Cuba.